# Église Saint-Louis-de-Gonzague d'Utrecht

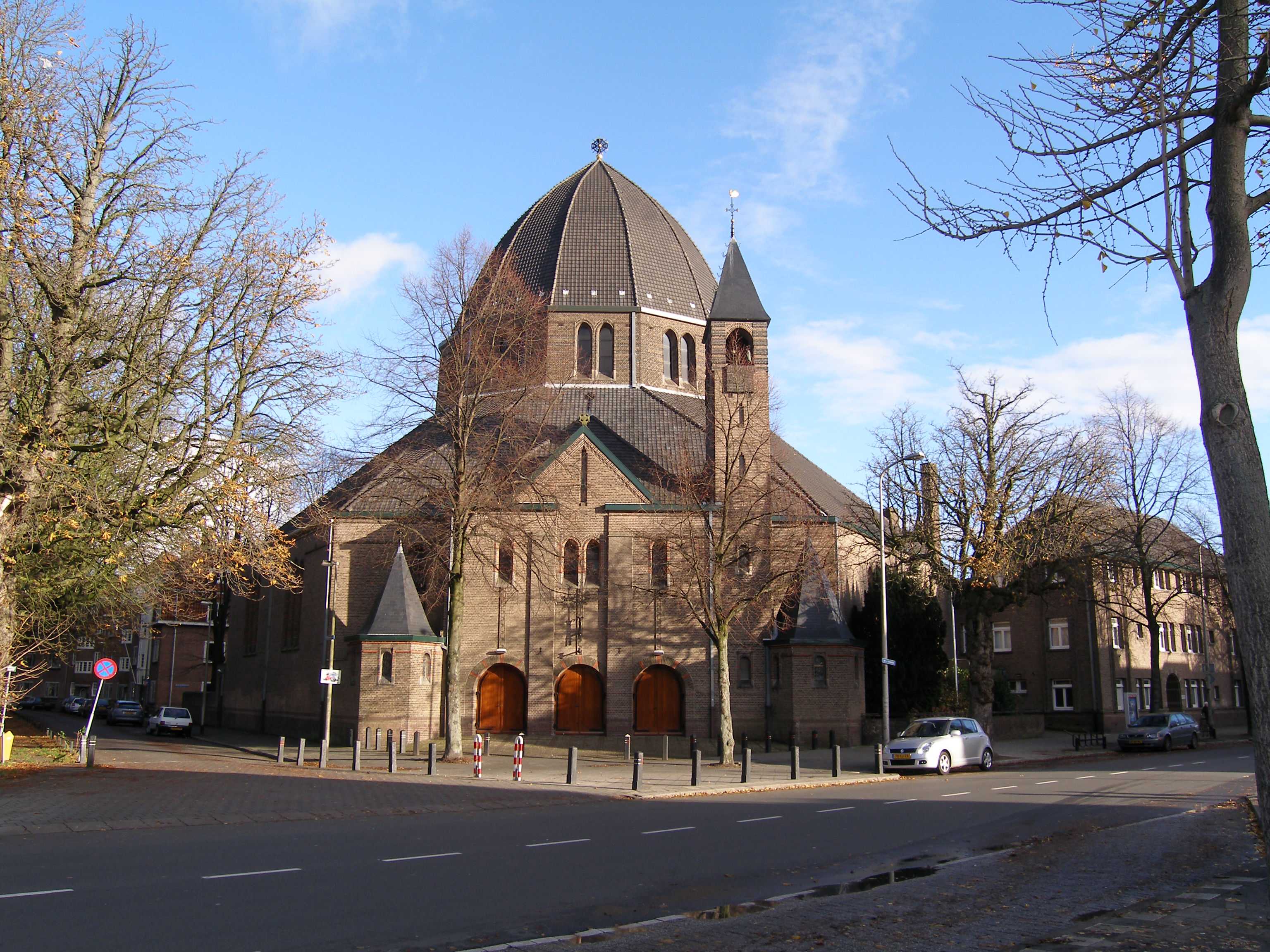
L'église Saint-Louis-de-Gonzague, à Utrecht

L'église Saint-Louis-de-Gonzague (Sint-Aloysiuskerk) est un édifice religieux catholique sis à Utrecht dans les Pays-Bas, plus précisément dans le quartier d'Abstede qui se trouve à l'est du centre-ville. Une première église construite au début du XXe siècle est remplacée en 1924 par l’édifice actuel de style romano-byzantin. Responsables de la nouvelle paroisse les Jésuites placent l'église sous le patronage de saint Louis de Gonzague. Elle dépend de l'archidiocèse d'Utrecht.

## Histoire et architecture
Lorsque le catholicisme était proscrit après la Réforme protestante, des offices religieux clandestins étaient célébrés dans une grange, entre 1600 et 1715, à l’Abstederdijk sous le nom de 'Statie onder het Kruis' (actuel numéro 188). En 1715, la communauté s'installa dans l'Oudegracht et devint le noyau de la future paroisse Saint-Martin. Après le retour à la liberté religieuse et rétablissement de la hiérarchie catholique aux Pays-Bas en 1853, la paroisse Saint-Martin est officiellement enregistrée en 1856. La communauté d'Abstede lui est affiliée. Elle est formée principalement de ruraux et de maraîchers. 
En raison de la croissance démographique et de l’expansion urbaine de la fin du XIXe siècle, une paroisse indépendante pour Abstede est apparue comme nécessaire. Dans la période 1904-1907, les jésuites se préparèrent à cela. Ils construisirent une église sur l'Abstederdijk au no 301, en face de la ferme (aujourd'hui monument historique) où se trouvait l'église clandestine deux siècles plus tôt. En 1907, la paroisse Saint-Louis-de-Gonzague (patron de la jeunesse catholique) est officiellement établie et séparée de la paroisse Saint-Martin. 
En raison de la rapide expansion urbaine des années 1920, l'église est rapidement devenue trop petite. Une nouvelle église, l'église actuelle, est construite en 1924, avec une maison regroupant le presbytère et la maison des œuvres paroissiales (Aloysiushuis); elle sera démolie en 1975.
Les plans de l'église de briques de style romano-byzantin sont dus à l'architecte Hendrik Willem Valk (1886-1973) ; celle-ci est de forme hexagonale, surmontée d'un dôme de 24 mètres, soutenu par six piliers. L'intérieur est richement décoré, notamment de mosaïques de saints, de vitraux et d'un chemin de croix conçus par Willem Wiegmans (1892-1942). L'orgue, qui remonte à 1810, provient de l'église Notre-Dame-de-l'Assomption qui a été démolie en 1972 à cause de la baisse brutale de la pratique catholique sous l'épiscopat du cardinal Alfrink. Cet orgue, œuvre d'Abraham Meere, est inscrit aux monuments historiques ; il a été remanié par Michaël Maarschalkerweerd à la fin du XIXe siècle.
Les cloches d'origine furent confisquées par les Allemands en 1943. L'église possède deux cloches aujourd'hui. Elles portent les noms d'Aloysius (Louis de Gonzague) et de Gerardus (Gérard). Aloysius pèse 208 kg et porte une citation du psaume 94: Venite, exsultemus Domino, jubilemus deo, salutari nostro (Venez, réjouissons-nous dans le Seigneur, réjouissons-nous devant Dieu notre Sauveur ); Gerardus pèse 131 kg et porte l'inscription: Ave Maria, gratia plena (Je vous salue Marie, pleine de grâce).
En 1924, la paroisse comptait plus de 1 200 fidèles ; l'église Saint-Louis-de-Gonzague n'en accueille plus que 400 en 2017. L' église Saint-Louis-de-Gonzague faisait partie du regroupement de paroisses d'Utrecht Oost (Utrecht-Est), qui comprenait en plus l'église Notre-Dame-de-l'Assomption de Buiten Wittevrouwen (démolie en 1972) et l'église du Sacré-Cœur d'Oudwijk (désacralisée et transformée en immeuble d'appartements en 2009). En 2010, cette paroisse a fusionné avec quatre autres paroisses d'Utrecht dans le nouveau regroupement de paroisses placé sous le vocable de Saint-Martin.
L'évêque actuel de Bois-le-Duc, Mgr Gerard de Korte, a été ordonné prêtre en l'église Saint-Louis-de-Gonzague en 1987.

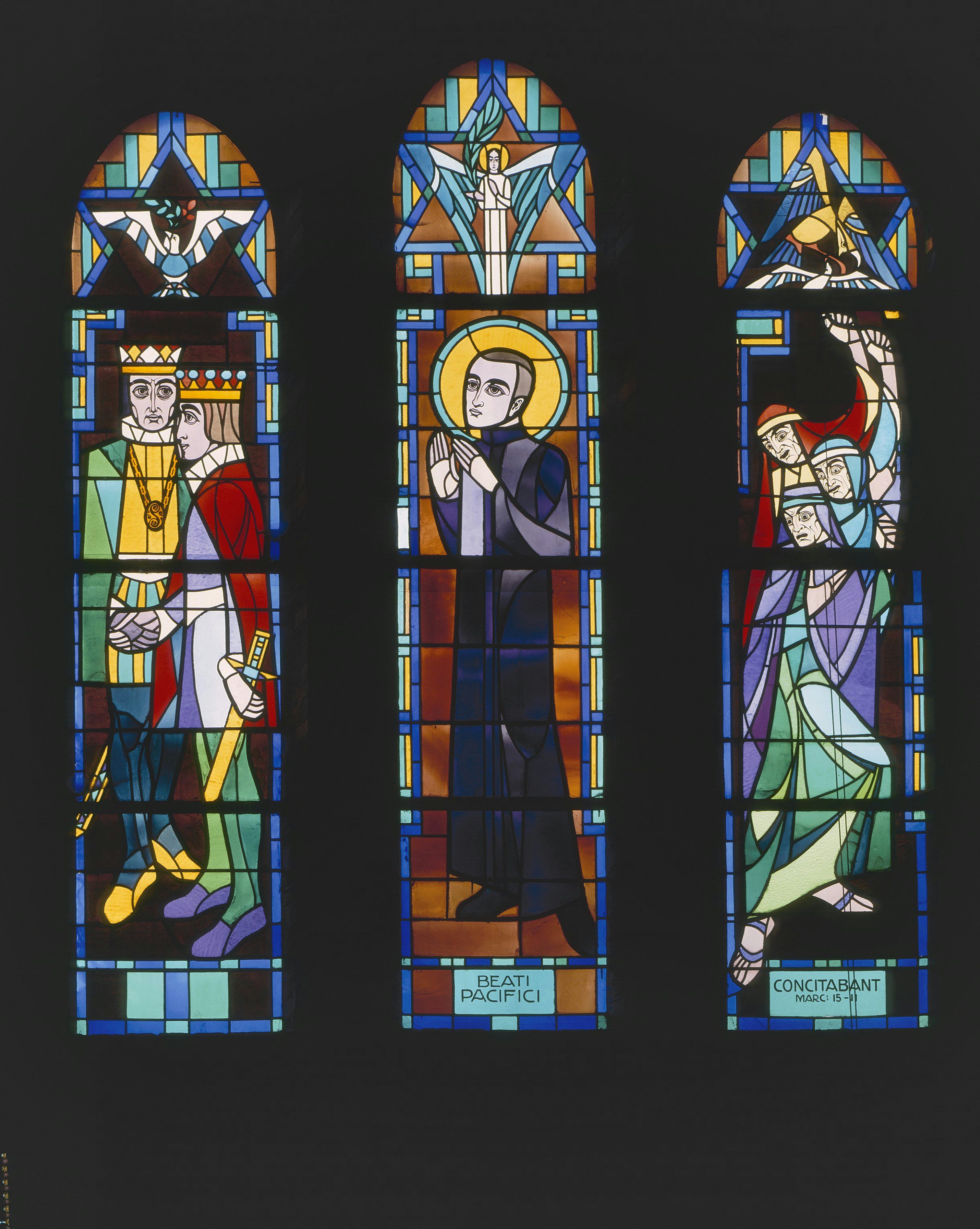
Vitraux avec saint Louis de Gonzague au milieu (« heureux les pacifiques ») et à droite: « Les grands prêtres soulevèrent la foule. » (Marc XV, 11).
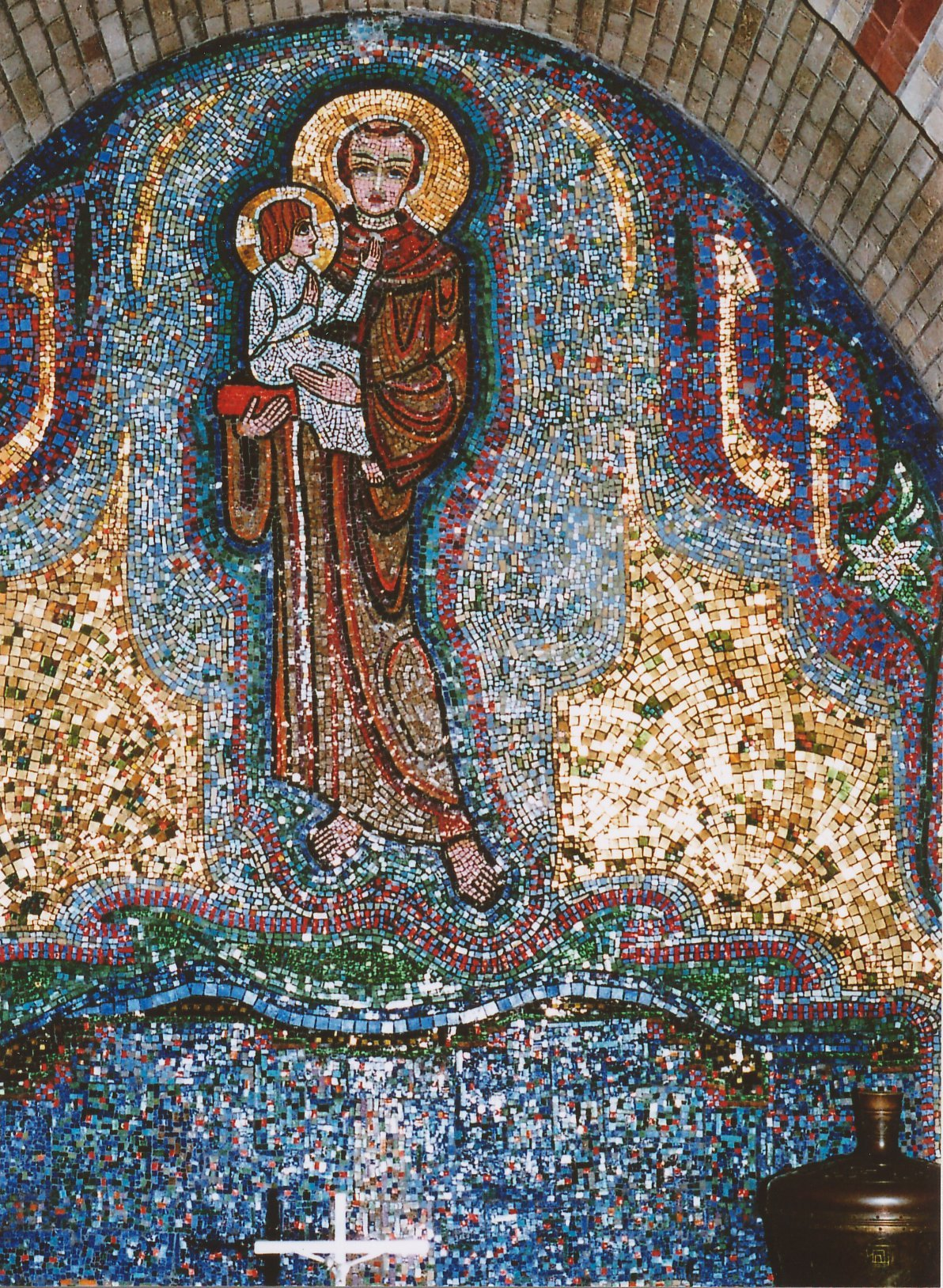
Mosaïque de saint Antoine de Padoue par Wiegmans.
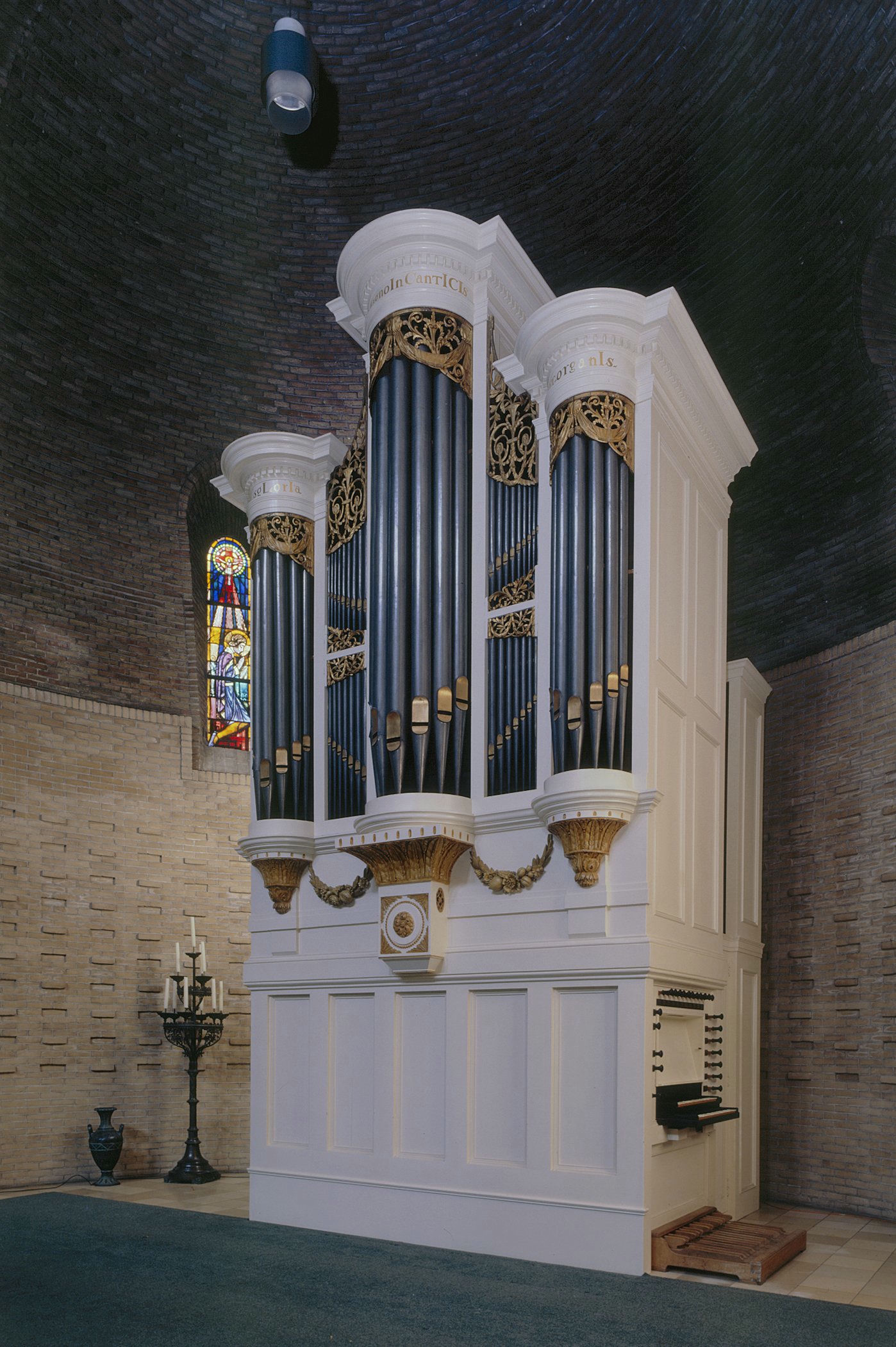
Orgue de Meere, de 1810.
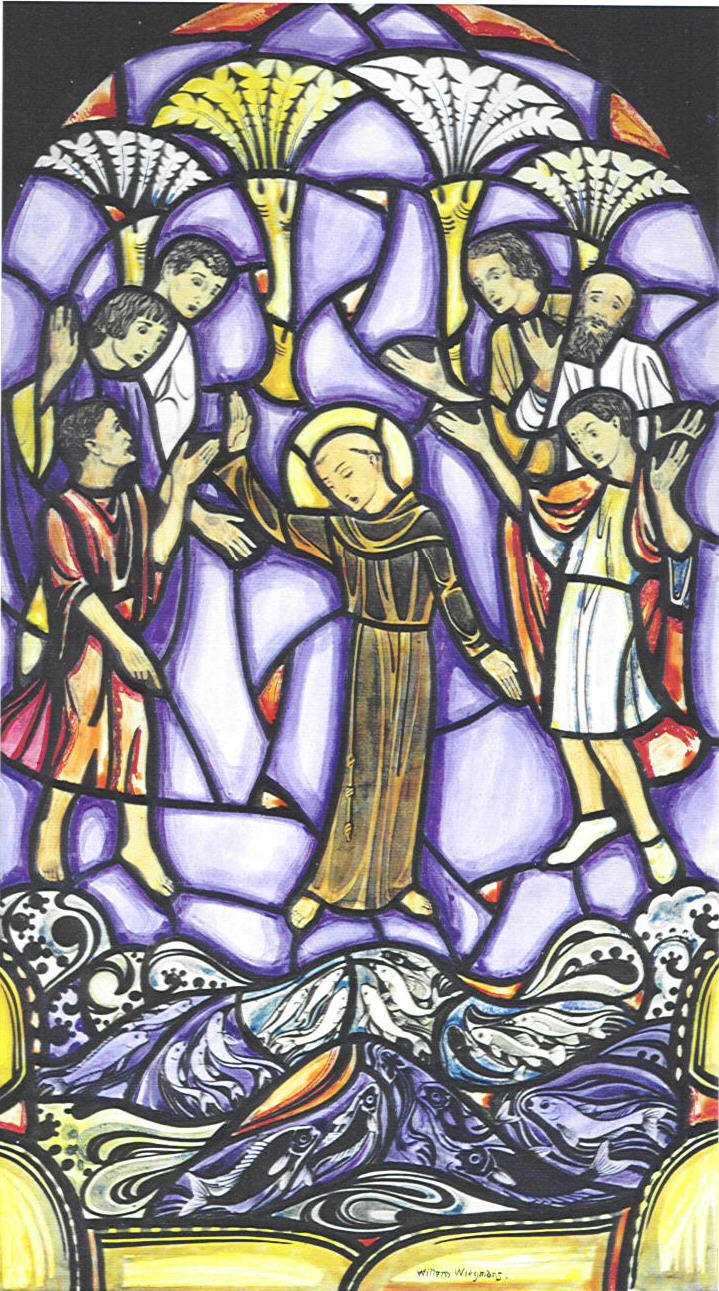
Vitrail représentant saint Antoine de Padoue par Wiegmans.